# Сирил Конго
Сирил Конго (фр. Cyril Kongo; настоящее имя — Сирил Фан (фр. Cyril Phan); 1969, Тулуза, Франция) — французский граффити-художник.

## Биография
Отец будущего художника был вьетнамцем, а мать — француженкой. Своё раннее детство Сирил Фан провёл во Вьетнаме, вплоть до падения Сайгона в 1975 году. В подростковом возрасте он несколько лет жил в Браззавиле, столице Республике Конго. Это обстоятельство послужило причиной появления псевдонима художника, Сирил Конго.
В 1986 году он начал наносить надписи на парижские стены, чтобы установить свою метку. В 1988 году он присоединился к «Команде MAC» (фр. MAC crew), группе парижских граффити-художников, с которыми он создавал с 1989 по 2001 год монументальные муралы, особенно в США, где он сотрудничал с группой нью-йоркских граффити-художников «TATS CRU».
Режиссер ATN посвятил документальный фильм «Трумак, от Парижа до Южного Бронкса» (фр. Trumac, de Paris à South-Bronx) этим впечатляющим работам (включая стену длиной около 50 метров и высотой 8 метров). Сирил Конго также появился в фильме 2004 года, снятом режиссёром-документалистом Марком-Орелем Веккьоне «Писатели, 20 лет граффити в Париже 1983—2003» (фр. Writers, 20 ans de graffiti à Paris 1983-2003).
В 2002 году вместе с «Командой MAC» Сирил Конго запустил «Kosmopolite», первый международный фестиваль граффити во Франции, финансируемый пригородом Баньоле, где он проживал. В 2011 году «Kosmopolite» отправился по всему миру с «Kosmopolite art tour», ежегодным мероприятием в крупных центрах граффити: Амстердаме (Нидерланды), Брюсселе (Бельгия), Касабланке (Марокко), Сан-Паулу (Бразилия), Сантьяго (Чили), Джакарте (Индонезия). Достигнув своей основной цели, отделить искусство граффити от его коннотации в качестве вандализма, «Kosmopolite» был реорганизован с 2011 года, занявшись организацией бесплатных семинаров по городским искусствам, сначала для молодёжи, а затем и для более старших поколений.
Благодаря «Нарваленду» (англ. Narvaland), арт-студии «Kosmopolite», Сирил Конго сумел по его выражению «выскочить с улицы в студию». Ныне его работы представлены в галереях и на выставках.

## Творчество

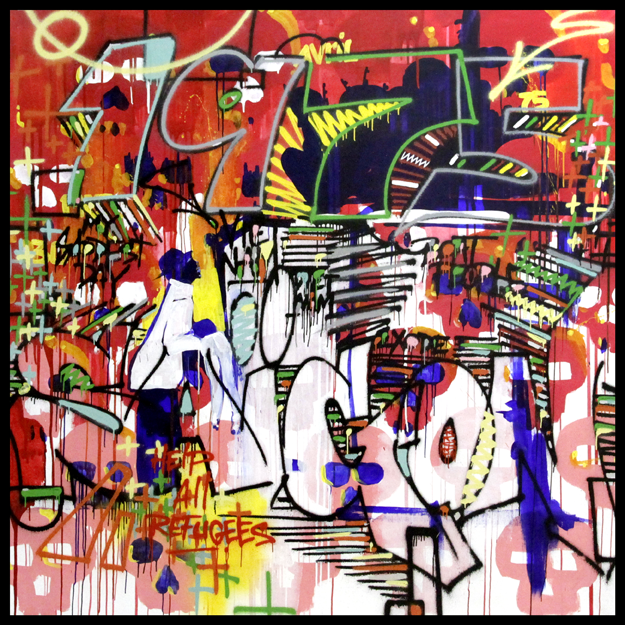
Сайгон, работа Сирила Конго 2011 года

Искусство Сирила Конго основано на леттеринге, то есть больших красочных буквах, написанных спрей-краской, типичных для надписей городского искусства.
С 1986 по 2000 год Конго писал огромные муралы на стенах и различных других опорах в Париже и его пригородах, а также по всему миру. Единственными оставшимися следами его творчества этого периода являются фотографии и фильмы.
С 2000 года художник начал создать более долговечные произведения искусства. В 2009 году две его картины были выставлены в парижском музее Большого дворца в рамках выставки «Надписи в Большом дворце» (англ. Tags in the Grand Palais), организованной коллекционером искусства Аленом-Доминиником Галлизией. В 2011 году Клод Кунец, парижский арт-дилер, организовал первую персональную выставку Конго «Свет, исходящий с улицы» (фр. De la rue jaillit la lumière). С тех пор выставки его работ стали многочисленными и начали проводиться по всему миру. Фасад «Заморского города» (фр. Cité des Outre-mer) в Париже украшает мурал Сирила Конго.
С приходом признания художника престижные бренды начали делать заказы у Конго для создания предметов роскоши, включая шёлковый шарф (a carré) дома моды «Hermès» в 2011 году, баллончик с краской пат де вер для производителя кристаллов «Daum» в 2016 году и часы для «Richard Mille».